# ألماتشوان
ألماتشوان هي قرية في مقاطعة مراغة، إيران. عدد سكان هذه القرية هو 1,274 في سنة 2006.